# Фудбалски савез Кеније
Фудбалски савез Кеније енгл. Kenya Football Federation (КФФ) је највише фудбалско тело у Кенији које се стара о организовању и развоју фудбалског спорта на територији Кеније, руководи националмим првенством, купом и свим националним селекцијама Кеније.
Савез је основан 1932, а примљен у Светску фудбалску федерацију ФИФА 1960, а у КАФ Афричку фудбалску конфедерацију 1968. године. 
Национална лига се игра од 1963. године. Најуспешнији клубови су из главног града Најробија, ГОР Махиа (12) и АФЦ Леопардс (12). Национални куп се игра од 1956, а највише трофеја има ГОР Махиа (7)
Прва међународну утакмица одиграна је 1. маја 1926. у Најробију против репрезентације Уганде која је завршила нерешено 1:1.
Боја националне селекције је црвена. Своје утакмице репрезентација игра на Националном стадиону у Најробију, капацитета 35.000 гледалаца.